# Rauvolfia paucifolia
Rauvolfia paucifolia är en oleanderväxtart som beskrevs av A.Dc.. Rauvolfia paucifolia ingår i släktet Rauvolfia och familjen oleanderväxter. Inga underarter finns listade i Catalogue of Life.